# Каравеллово
Караве́ллово (укр. Каравелове) — посёлок в Витовском районе Николаевской области Украины.
Население по переписи 2001 года составляло 727 человек. Почтовый индекс — 57242. Телефонный код — 512. Занимает площадь 30,12 км².
Основано в 1922 году. Изначально носило название Коларовка, в честь деятеля болгарского и международного коммунистического движения Васила Коларова. В 1941 году было оккупировано немецкими войсками. В 1943 было освобождено советскими войсками. На фронтах Великой Отечественной войны сражались 24 жителя села, из них 8 погибли. Орденами и медалями СССР были награждены 7 человек.
В центре села находится братская могила, в которой похоронено 46 советских военнослужащих, павших в боях за село в 1944 году. В 1969 году, к 25-летию освобождения села от немецких оккупантов, открыт памятник в честь погибших солдат Красной Армии.
19 мая 2016 года постановлением Верховной Рады Украины село было переименовано в Каравеллово.

## Местный совет
57242, Николаевская обл., Витовский р-н, пос. Каравеллово, ул. Парниковая, 1, тел.: 60-99-94.